# ديفيد هاولاند
ديفيد هاولاند (بالإنجليزية: David Howland)‏ هو لاعب كرة قدم بريطاني، ولد في 17 سبتمبر 1986 في Ballynahinch, County Down ‏ في المملكة المتحدة. شارك مع منتخب أيرلندا الشمالية تحت 21 سنة لكرة القدم. أما مع النوادي، فقد لعب مع برمنغهام سيتي وبورت فايل وغلينتوران.

## وصلات خارجية
- ديفيد هاولاند على موقع قاعدة بيانات كرة القدم.إي يو (الإنجليزية)
- ديفيد هاولاند على موقع Soccerbase.com (لاعب) (الإنجليزية)
- ديفيد هاولاند على موقع Soccerway.com (الإنجليزية)